# Karel Formánek
Karel Formánek (* 28. března 1970) je český basketbalista hrající Národní basketbalovou ligu za tým BK Sadská.
Je vysoký 207 cm, váží 120 kg.

## Kariéra
- 1998 - 2000 : BK SČE Děčín
- 2000 - 2001 : BK Ústí nad Labem
- 2001 - 2003 : BK Synthesia Pardubice
- 2005 - 2007 : BK Sadská

## Statistiky
| Sezóna   | Soutěž      | Odehrané minuty | Průměr na zápas | Body | Průměr na zápas |
| -------- | ----------- | --------------- | --------------- | ---- | --------------- |
| 1998/99  | Mattoni NBL | 696.7           | 19.9            | 335  | 9.6             |
| 1999/00  | Mattoni NBL | 564.9           | 17.7            | 268  | 8.4             |
| 2000/01  | Mattoni NBL | 701.2           | 19.5            | 308  | 8.6             |
| 2001/02  | Mattoni NBL | 413.2           | 16.5            | 205  | 8.2             |
| 2002/03  | Mattoni NBL | 305.9           | 13.9            | 186  | 8.5             |
| 2005/06  | Mattoni NBL | 308.9           | 11.9            | 157  | 6.0             |
| 2006/07* | Mattoni NBL | 157.8           | 14.3            | 68   | 6.2             |

 *Rozehraná sezóna - údaje k 20.1.2007 